# Martti Miettinen

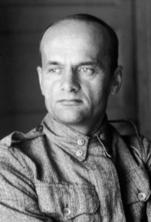
Martti Miettinen.

Martti Juho Miettinen, född 14 oktober 1903 i Muuruvesi, död 3 maj 1976 i Esbo, var en finländsk militär. 
Miettinen var militärattachéns adjoint i Moskva 1936–1937, deltog i vinterkriget som chef för en artillerigrupp på Björkö och i erövringen av Hogland den 27 mars 1942 samt var befälhavare för Kustartilleriregementet 12 1942–1944. Han är mest känd för att som kommendör på Hogland efter vapenstilleståndet med Sovjetunionen hösten 1944 med blodiga förluster för angriparen ha tillbakavisat ett tyskt försök att bemäktiga sig ön den 14–15 september 1944 (Operation Tanne Ost). För detta tilldelades han Mannerheimkorset den 2 oktober samma år. 
Efter kriget var Miettinen militärattaché i Moskva, lärare vid Krigshögskolan, inspektör för sjöstridskrafterna, kommendör för Nylands militärlän och garnisonschef. Han befordrades till generallöjtnant 1963, samma år som han avgick ur aktiv tjänst.